# Candala
Candala (in somalo Qandala), è una città della Somalia di circa 16.000 abitanti situata nella regione di Bari.